# 大久保智康
大久保 智康（おおくぼ ともやす）は、日本の脚本家。日本脚本家連盟会員。

## 人物
黒沢清作品などのVシネマに関わったのち、マッドハウス制作のアニメーションに参加。水上清資の紹介で『ちっちゃな雪使いシュガー』の各話脚本を担当し、以降はマッドハウス以外の制作会社の作品にも参加するようになる。ダリオ・アルジェントのファンで、研究会での講演に登壇することもある。また、90年代初頭にはカイエ・デュ・シネマ・ジャポンにライターとして寄稿したこともあった。
『学校の怪談f』の制作時、黒沢が多忙を極めていたため、大久保は『CURE』の制作現場に出向いて打ち合わせを行っていた。『CURE』にも通行人のエキストラとして参加している。

## フィルモグラフィー

### アニメーション
- VIRUS -VIRUS BUSTER SERGE-（1997年、脚本）
- Bビーダマン爆外伝（1998年、脚本）
- カードキャプターさくら（1998年、脚本）
- スーパードール★リカちゃん（1999年、脚本）
- Bビーダマン爆外伝V（1999年 - 2000年、脚本）
- 陽だまりの樹（2000年、脚本）
- 爆転シュート ベイブレード（2000年、脚本）
- ちっちゃな雪使いシュガー（2001年、脚本）
- チャンス〜トライアングルセッション〜（2001年、脚本）
- あずまんが大王（2002年、脚本）
- ちょびっツ（2002年、脚本）
- まほろまてぃっく〜もっと美しいもの〜（2002年、脚本）
- ぽぽたん（2003年、脚本）
- エイケン エイケンヴより愛をこめて（2003年、脚本）
- 月詠 -MOON PHASE-（2004年、脚本）
- この醜くも美しい世界（2004年、脚本）[2]
- ナースウィッチ小麦ちゃんマジカルて（2004年、PS2ゲーム版シナリオ）
- エンジェル・ハート（2005年、脚本）
- いぬかみっ!（2006年、脚本）
- D.Gray-man（2007年 - 2008年、脚本）
- 風のスティグマ（2007年、脚本）
- Venus Versus Virus（2007年、脚本）
- ライブオン CARDLIVER 翔（2008年 - 2009年、脚本）
- ファイト一発! 充電ちゃん!!（2009年、脚本）
- SDガンダム三国伝 BraveBattleWarriors（2010年、脚本）
- もっとTo LOVEる -とらぶる-（2010年、脚本）
- カードファイト!! ヴァンガード（2011年 - 2012年、脚本）
- ましろ色シンフォニー（2011年、脚本）
- カードファイト!! ヴァンガード アジアサーキット編（2012年 - 2013年、脚本）
- カードファイト!! ヴァンガード リンクジョーカー編（2013年、脚本）
- 断裁分離のクライムエッジ（2013年、脚本）
- ばくおん!!（2016年、脚本）
- コケッコーさんシリーズ（2016年、脚本）
- 僕の彼女がマジメ過ぎるしょびっちな件（2017年、脚本）
- 神統記（テオゴニア）（2025年、シリーズ構成）

### 実写
- 大回転（1990年、出演）
- 勝手にしやがれ! 英雄計画（1996年、脚本）
- 世紀末博狼伝サガ（1997年、脚本）
- 世紀末博狼伝サガ　麻雀裏地獄（1997年、脚本）
- 学校の怪談f（1997年、脚本）
- MINDGAME（1998年、脚本（田口浩正と共同）
- 忘れられぬ人々（2000年、出演　葬儀社の男役）
- 害虫（2002年、出演）
- ダムド・ファイル（2003年、脚本）
- モーヲタ刑事（2003年、企画・製作・出演）
- 0093 女王陛下の草刈正雄（2006年、出演）
- D×TOWN 『スパイ特区』　（2012年、出演）

### 書籍
- 日本映画史叢書8 怪奇と幻想への回路〜怪談からJホラーへ〜（2008年）　評論『変身人間の特異性――東宝〝変身人間シリーズ〟をめぐって』を寄稿